# بطولة تونس لألعاب القوى 1956
بطولة تونس لألعاب القوى 1956 هو الدورة 1 من بطولة تونس لألعاب القوى.

فاز بهذا الموسم الشرقية.

## روابط خارجية
- الموقع الرسمي للجامعة التونسية لألعاب القوى.